# 크리스티나 얀다
크리스티나 얀다(Krystyna Jolanta Janda, 1952년 12월 18일 ~ )는 폴란드의 배우이다.

## 출연 작품
- 엘르 (2011)
- 리버스 (2009)
- 스위트 러시 (2009)
- 봄이 올 때까지 (2001)
- 치명적인 성병 같은 삶 (2000)
- 아버지 (1995)
- 은빛 지구 (1988)
- 십계 (1988)
- 살인에 관한 짧은 필름 (1988)
- 오-비, 오-바: 더 엔드 오브 시빌라이제이션 (1984)
- 신문 (1982)
- 철의 사나이 (1981)
- 메피스토 (1981)
- 파랑새 (1980)
- 대리석 인간 (1977)